# Patrick Bercz
Patrick Bercz (Kempen, Rin del Nord-Westfàlia, 11 de setembre de 1989) va ser un ciclista alemany que fou professional del 2008 al 2012.

## Palmarès
- 2011
  - 1r al Gran Premi de Frankfurt sub-23